# Cecil Cunningham

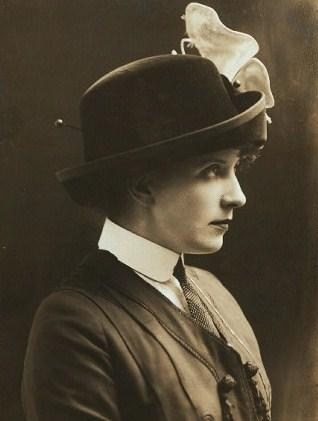
Cecil Cunningham (1912)

Edna Cecil Cunningham (* 2. August 1888 in St. Louis, Missouri; † 17. April 1959 in Los Angeles, Kalifornien) war eine US-amerikanische Theater- und Filmschauspielerin.

## Leben
Cecil Cunningham, die seit ihrem zehnten Lebensjahr öffentlich sang, war Chormitglied der Fifth Baptist Church in ihrer Heimatstadt St. Louis und schrieb eine Kolumne für das Wochenblatt Household News, bevor sie sich entschloss, nach New York zu gehen und sich dort am Theater zu versuchen. Zwischen 1913 und 1919 trat sie mehrfach am Broadway auf. Dabei war sie zumeist in Musikkomödien wie William Schwenck Gilberts Iolanthe oder Victor Léons Der Fürst der Berge mit der Musik von Franz Lehár zu sehen. Kurz vor Ausbruch des Ersten Weltkriegs trat sie mit der Boston Grand Opera Company auch in Paris auf, wo sie Richard Wagners Parsifal, Rossinis Il barbiere di Siviglia und weitere italienische Opern sang.
Von 1929 bis 1957 spielte Cunningham in mehr als 80 Filmen mit. Sie wurde dabei zumeist in Nebenrollen als besserwisserische alte Dame besetzt, wie beispielsweise neben Greer Garson in Mervyn LeRoys Waisenkind-Drama Blüten im Staub (1941). Eine ihrer bekanntesten Rollen hatte sie als Tante Patsy in Leo McCareys Komödie Die schreckliche Wahrheit (1937) an der Seite von Irene Dunne und Cary Grant. Ab den 1950er Jahren kam Cunningham auch im US-amerikanischen Fernsehen zum Einsatz.
Im Jahr 1915 heiratete sie den Autor Jean C. Havez. Bereits zwei Jahre später wurde die Ehe wieder geschieden. Cunningham starb 1959 im Alter von 70 Jahren in Los Angeles. Ihr Grab befindet sich auf dem dortigen Chapel of the Pines Crematory.

## Filmografie (Auswahl)
- 1929: Their Own Desire
- 1930: Paramount-Parade (Paramount on Parade)
- 1930: Anybody’s Woman
- 1930: Playboy of Paris
- 1931: Die Marx Brothers auf See (Monkey Business)
- 1931: Helgas Fall und Aufstieg (Susan Lenox: Her Fall and Rise)
- 1932: The Age for Love
- 1931: Safe in Hell
- 1931: Mata Hari
- 1932: The Impatient Maiden
- 1932: Love Is a Racket
- 1932: Schönste, liebe mich (Love Me Tonight)
- 1932: Those We Love
- 1932: Blonde Venus
- 1932: Wenn ich eine Million hätte (If I Had a Million)
- 1933: Ladies They Talk About
- 1933: From Hell to Heaven
- 1934: Alles Schwindel! (Bottoms Up)
- 1934: Manhattan Love Song
- 1934: The Life of Vergie Winters
- 1934: Return of the Terror
- 1935: People Will Talk
- 1936: Mr. Deeds geht in die Stadt (Mr. Deeds Goes to Town)
- 1936: Nimm, was du kriegen kannst (Come and Get It)
- 1937: Swing High, Swing Low
- 1937: Künstlerball (Artists and Models)
- 1937: Die schreckliche Wahrheit (The Awful Truth)
- 1938: Unter Mordverdacht (Night Club Scandal)
- 1938: Scandal Street
- 1938: College Swing
- 1938: Vier Mann – ein Schwur (Four Men and a Prayer)
- 1938: Du und ich (You and Me)
- 1938: Marie Antoinette
- 1938: Girls’ School
- 1939: The Family Next Door
- 1939: Drunter und drüber (It’s a Wonderful World)
- 1939: Winter Carnival
- 1939: Lady in den Tropen (Lady of the Tropics)
- 1939: Laugh It Off
- 1940: Abe Lincoln in Illinois
- 1940: Lillian Russell
- 1940: The Captain Is a Lady
- 1940: New Moon
- 1940: Fräulein Kitty (Kitty Foyle)
- 1941: Seitenstraße (Back Street)
- 1941: Repent at Leisure
- 1941: Hurry, Charlie, Hurry
- 1941: Blüten im Staub (Blossoms in the Dust)
- 1942: Cowboy Serenade
- 1942: The Wife Takes a Flyer
- 1942: Are Husbands Necessary?
- 1942: The Affairs of Martha
- 1942: Cairo
- 1942: The Hidden Hand
- 1943: Du Barry Was a Lady
- 1943: Gefährliche Flitterwochen (Above Suspicion)
- 1943: Die Hölle von Oklahoma (In Old Oklahoma)
- 1946: My Reputation
- 1952: Four Star Playhouse (TV-Serie, eine Folge)
- 1960: Joyful Hour (TV-Film)